# Bert Kramer
Bert Kramer (San Diego, 10 oktober 1934 - Los Angeles, 20 juni 2001) was een Amerikaans acteur. Hij was te zien in veel televisieseries, waaronder Kojak, The Bionic Woman, The Rockford Files, Dallas, Dynasty en Matlock. Hij is waarschijnlijk het bekendst door zijn rol als Alex Wheeler in de soap opera Texas. Ook was hij kort te zien in Another World.
Op 67-jarige leeftijd overleed hij in Los Angeles aan kanker.